# 14 Arietis
14 Arietis, som är stjärnans Flamsteed-beteckning, är en astrometrisk dubbelstjärna belägen i den mellersta delen av stjärnbilden Väduren. Den har en kombinerad skenbar magnitud på ca 4,98 och är svagt synlig för blotta ögat där ljusföroreningar ej förekommer. Baserat på parallaxmätning inom Hipparcosuppdraget på ca 11,3 mas, beräknas den befinna sig på ett avstånd på ca 290 ljusår (ca 88 parsek) från solen. Den rör sig närmare solen med en heliocentrisk radialhastighet av ca –1,2 km/s.

## Egenskaper
Primärstjärnan 14 Arietis A är en gul till vit jättestjärna av spektralklass F2 III, vilket betyder att den utvecklats bort från huvudserien efter hand som förrådet av väte i kärnan förbrukats. Den har en radie som är ca 4 solradier och utsänder ca 32 gånger mera energi än solen från dess fotosfär vid en effektiv temperatur av ca 6 800 K.
Den roterar snabbt med en projicerad rotationshastighet på 139,6 km/s, vilket orsakar en tydlig ekvatoriell utbuktning, med en ekvatorialradie som är 24 procent större än radien vid polerna.